# Brézina (distrito)
Brézina é um distrito localizado na província de El Bayadh, Argélia, e cuja capital é a cidade de mesmo nome, Brézina. A população total do distrito era de 15 818 habitantes, em 1998.[carece de fontes?]

## Municípios
O distrito está dividido em três municípios:
- Brézina
- Ghassoul
- Krakda